# Robin Koch
Robin Leon Koch (německá výslovnost: [ʁɔbɪn ˈkɔx]; * 17. července 1996, Kaiserslautern) je německý profesionální fotbalista, který hraje jako střední obránce nebo defenzivní záložník za Eintracht Frankfurt a německý národní tým.

## Klubová kariéra
Koch začal hrát za Eintracht Trier. Později přestoupil do 1. FC Kaiserslauternu, kde hrál i za rezervní tým. Z Kaiserslauternu přestoupil do SC Freiburg. Od roku 2020 hrál za Leeds United. V letech 2023/24 byl na hostování v Eintrachtu Frankfurt, kam v roce 2024 přestoupil.

## Reprezentační kariéra
Koch hrál již za reprezentaci do 21 let. Od roku 2019 nastupuje za seniorskou reprezentaci, většinou jako střídající hráč.

## Osobní život
Jeho otec, Harry Koch byl fotbalista Kaiserslauternu, se kterým vyhrál v roce 1996/97 2. ligu. Následující sezónu vyhrál i Bundesligu. Jeho bratr Louis hraje za SV Alsenborn.